# Alfred Lévy
Pour les articles homonymes, voir Alfred Lévy (peintre) et Lévy.
Alfred Lévy (14 décembre 1840, Lunéville – 22 juillet 1919, Pau) fut grand-rabbin de France de 1907 à 1919.

## Biographie
Alfred Moïse Lévy est né à Lunéville en Lorraine, le 14 décembre 1840. Il est le fils d'Abraham Lévy et de son épouse Adélaïde Israel. Il se marie avec Adèle Aron avec qui il a un fils Léon (1864-1909) et une fille Esther Noémie (1876-?).
Alfred Lévy entre en 1860 au Séminaire israélite de France (SIF) de Paris, d'où il sort diplômé en 1866. Rabbin de Dijon en 1867 pendant deux ans, puis de Lunéville pendant onze ans, il devient grand rabbin de Lyon en 1880.
Il est aumônier du collège à Lunéville (1869-1880), membre du conseil départemental de l'Instruction Publique dans le département du Rhône (1880-1886).
En 1907, il est le successeur de Zadoc Kahn à la tête du Consistoire central. Cette élection l'avait opposé à un autre candidat, Israël Lévi, qui le seconda quelques années plus tard : d'abord nommé grand rabbin adjoint en 1914, lors de la déclaration de guerre, Israël Lévi exerça de fait les fonctions de grand rabbin de France durant les deux dernières années que vécut Alfred Lévy, affaibli par la maladie. Il lui succède en 1920.
Homme de culture, Alfred Lévy écrit plusieurs ouvrages à caractère historique.
Alfred Lévy meurt à Pau le 22 juillet 1919. Il est inhumé à Paris, au cimetière du Montparnasse
Alfred Lévy est nommé chevalier de la Légion d'honneur en 1888.
Alfred Lévy est le grand-père de Robert Gamzon, fondateur des Éclaireurs israélites de France et de Renée Lévy.